# Olivia Malone

Olivia "Liv" Malone, est un personnage fictif de la série britannique Skins interprété par Laya Lewis. Elle apparaît pour la première fois dans la saison 5, ainsi que le reste de la troisième génération.